# رقص محلی ایتالیایی
رقص محلی ایتالیایی عنوان فیلمی است آلمانی با ژانر مستند، صامت، سیاه وسفید و کوتاه به کارگردانی مکس اسکالادانووسکی. این فیلم محصول سال ۱۸۹۵ میلادی است.